# Robert Forster
Robert Wallace Forster Jr. (Rochester, New York állam, 1941. július 13. – 2019. október 11.) amerikai színész. 
Ismertebb alakításai voltak a Medium Cool (1969), a Delta Kommandó (1986), továbbá Quentin Tarantino Jackie Brown (1997) című filmjében – utóbbiért Oscar-díjra jelölték, mint legjobb férfi mellékszereplő.

## Élete
Első fontosabb szerepét 1967-ben játszotta a Tükörkép egy aranyos szempárban című filmben Elizabeth Taylor és Marlon Brando mellett. Egyéb, jelentősebb filmjei közé tartozik A fekete lyuk (1979) és Az aligátor (1980). Karrierje az 1980-as évek végére megfeneklett, Tarantino hívta meg Jackie Brown című filmjébe, Max Cherry óvadékügynök szerepére, mivel bevallása szerint rajongott Forsterért, ezért a szerepet is kimondottan rá írta. Ez a szerep tette ismét elismert színésszé, ezután kapott lehetőségeket olyan népszerű filmekben, mint az Én és én meg az Irén (2000), a Mulholland Drive – A sötétség útja (2001), az Utódok (2011), a Támadás a Fehér Ház ellen (2011), a Támadás a Fehér Ház ellen 2. – London ostroma (2016) és az Ami egykor volt (2018).  
A televízióban szintén aktív Forster játszott többek közt a Banyon (1971–1973), a Walker, a texasi kopó, a Gyilkos sorok, a Hősök (2007–2008) és a Twin Peaks (2017) című sorozatokban is. 2012 és 2016 között az Apa csak egy van című szituációs komédiában a Tim Allen által alakított főszereplő édesapjaként tűnt fel. 2013-ban a Breaking Bad – Totál szívás című drámasorozat utolsó évadjában vendégszerepelt. Alakítását méltatták a kritikusok és Szaturnusz-díjjal jutalmazták legjobb televíziós vendégszereplő kategóriában. A 2019-ben bemutatott El Camino: Totál szívás – A film című Breaking Bad-filmben megismételte sorozatbeli szerepét, a film premierje Forster halála napján volt. Halálát agydaganat okozta.

## Filmográfia

### Film
| Év   | Magyar cím                                    | Eredeti cím                            | Szerep                                | Magyar hang       |
| ---- | --------------------------------------------- | -------------------------------------- | ------------------------------------- | ----------------- |
| 1967 | Tükörkép egy aranyos szempárban               | Reflections in a Golden Eye            | L.G. Williams közlegény               |                   |
| 1968 | Lopakodó hold                                 | The Stalking Moon                      | Nick Tana                             | Koroknay Géza     |
| 1968 | Lopakodó hold                                 | The Stalking Moon                      | Nick Tana                             | Selmeczi Roland   |
| 1969 |                                               | Justine                                | Narouz                                |                   |
| 1969 |                                               | Medium Cool                            | John Cassellis                        |                   |
| 1970 | Álomtöredékek                                 | Pieces of Dreams                       | Gregory Lind                          |                   |
| 1970 |                                               | Cover Me Babe                          | Tony Hall                             |                   |
| 1972 |                                               | Journey Through Rosebud                | Frank                                 |                   |
| 1973 | A don halála                                  | The Don Is Dead                        | Frank Regalbuto                       | Haás Vander Péter |
| 1977 | Kaszkadőrök                                   | Stunts                                 | Glen Wilson                           | Gáti Oszkár       |
| 1978 | Lavina                                        | Avalanche                              | Nick Thorne                           | Szersén Gyula     |
| 1979 |                                               | The Lady in Red                        | Turk                                  |                   |
| 1979 | A fekete lyuk                                 | The Black Hole                         | Dan Holland százados                  | Kránitz Lajos     |
| 1980 | Az aligátor                                   | Alligator                              | David Madison nyomozó                 |                   |
| 1981 |                                               | Heartbreak High                        | Alan Arnoldi edző                     |                   |
| 1982 |                                               | Vigilante                              | Eddie Marino                          |                   |
| 1985 |                                               | Walking the Edge                       | Jason Walk                            |                   |
| 1986 | Delta kommandó                                | The Delta Force                        | Abdul Rafai                           | Ujlaki Dénes      |
| 1986 | Delta kommandó                                | The Delta Force                        | Abdul Rafai                           | Sörös Sándor      |
| 1986 |                                               | Hollywood Harry                        | Harry Petry                           |                   |
| 1988 | Rohamcsapat / Testőrkommandó                  | Escuadrón                              | Diktátor                              | Bognár Zsolt      |
| 1989 |                                               | Satan's Princess                       | Lou Cherney                           |                   |
| 1989 | A bankár                                      | The Banker                             | Dan Jefferson                         | Sztankay István   |
| 1989 |                                               | Countdown to Esmeralda Bay             | Madero                                |                   |
| 1990 | Zsaru a galaxisból                            | Peacemaker                             | Yates                                 | Orosz István      |
| 1991 |                                               | Committed                              | Dr. Desmond Moore                     |                   |
| 1991 | Diplomáciai védettség                         | Diplomatic Immunity                    | Stonebridge                           | Orosz István      |
| 1991 | A bűn utcája                                  | 29th Street                            | Tartaglia őrmester                    |                   |
| 1991 |                                               | In Between                             | Vinnie                                |                   |
| 1993 | Mániákus zsaru 3. – A hallgatás jelvénye      | Maniac Cop III: Badge of Silence       | Dr. Powell                            | Uri István        |
| 1993 | Éjféli hívás                                  | South Beach                            | Ted Coleman nyomozó                   | Szokolay Ottó     |
| 1993 | Amerikai jakuza                               | American Yakuza                        | Littman                               | Szokol Péter      |
| 1993 | Címlapsztori                                  | Cover Story                            | terapeuta                             | Konrád Antal      |
| 1994 |                                               | Point of Seduction: Body Chemistry III | Bob Sibley                            |                   |
| 1995 | Scanner Cop 2. – Volkin bosszúja              | Scanners: The Showdown                 | Jack Bitters kapitány                 |                   |
| 1995 | Árnyékgyilkos                                 | Guns and Lipstick                      | Dimaggio kapitány                     | Barbinek Péter    |
| 1996 |                                               | The Method                             | Christian apja                        |                   |
| 1996 | Háborús zóna                                  | Original Gangstas                      | Slatten nyomozó                       | Végh Ferenc       |
| 1996 |                                               | Uncle Sam                              | Alvin Cummings kongresszusi képviselő |                   |
| 1996 |                                               | Hindsight                              | Michael Donahue                       |                   |
| 1997 | Fej vagy írás                                 | American Perfekt                       | Jake Nyman                            | Papp János        |
| 1997 | Méreg a víztárolóban                          | Demolition University                  | Gentry                                | Papp János        |
| 1997 | Jackie Brown                                  | Jackie Brown                           | Max Cherry                            | Vass Gábor        |
| 1997 | Éjszakai látomás                              | Night Vision                           | Teak Taylor                           | Uri István        |
| 1997 | Éjszakai látomás                              | Night Vision                           | Teak Taylor                           | Rosta Sándor      |
| 1998 | Psycho                                        | Psycho                                 | Dr. Fred Simon                        | Melis Gábor       |
| 1998 | Valahol Amerikában                            | Outside Ozona                          | Odell Parks                           | Besenczi Árpád    |
| 1999 | A hangos revolverek városa                    | It's the Rage                          | Tyler                                 | Szersén Gyula     |
| 1999 |                                               | Family Tree                            | Henry Musser                          |                   |
| 1999 | Viszlát, gengszter!                           | Kiss Toledo Goodbye                    | Sal Fortuna                           |                   |
| 2000 | Szupernóva                                    | Supernova                              | A.J. Marley                           | Orosz István      |
| 2000 | A hullámok rabjai                             | The Magic of Marciano                  | Henry                                 | Kertész Péter     |
| 2000 | Fejezetek egy hajónaplóból                    | Lakeboat                               | Joe Litko                             |                   |
| 2000 |                                               | Cowboys and Angels                     | barbecue-s az esküvőn                 |                   |
| 2000 | Én és én meg az Irén                          | Me, Myself & Irene                     | Partington ezredes                    | Varga T. József   |
| 2000 | Gyémántember                                  | Diamond Men                            | Eddie Miller                          |                   |
| 2001 | Mulholland Drive – A sötétség útja            | Mulholland Drive                       | Harry McKnight nyomozó                | Csuha Lajos       |
| 2001 | Libidó – Vissza az ösztönökhöz                | Human Nature                           | Nathan apja                           | Lázár Sándor      |
| 2001 |                                               | Finder's Fee                           | Campbell rendőrtiszt                  |                   |
| 2002 | Magányos hős                                  | Lone Hero                              | Gus                                   |                   |
| 2002 |                                               | Strange Hearts                         | Jack Waters                           |                   |
| 2002 | Csodacsuka                                    | Like Mike                              | Wagner edző                           | Gruber Hugó       |
| 2003 | Lépéselőny                                    | Confidence                             | Morgan Price                          |                   |
| 2003 | Charlie angyalai: Teljes gázzal               | Charlie's Angels: Full Throttle        | Roger Wixon                           | Kárpáti Tibor     |
| 2003 | A nagy hullarablás                            | Grand Theft Parsons                    | Stanley Parsons                       |                   |
| 2006 | Tűzfal                                        | Firewall                               | Harry Romano                          | Vass Gábor        |
| 2006 | Alvilági játékok                              | Lucky Number Slevin                    | Murphy                                | Kajtár Róbert     |
| 2006 |                                               | Wild Seven                             | Wilson                                |                   |
| 2007 | Rajzás                                        | Rise: Blood Hunter                     | Lloyd                                 |                   |
| 2007 | D-War – Sárkányháború                         | D-War                                  | Jack Wilson                           | Orosz István      |
| 2007 | Tiszta vér                                    | Cleaner                                | Arlo Grange                           | Dózsa László      |
| 2008 |                                               | Mala wielka milosc                     | George Patten                         |                   |
| 2008 | Jack és Jill a világ ellen                    | Jack and Jill vs. the World            | Norman / narrátor                     | Cs. Németh Lajos  |
| 2008 | Hazafutás                                     | Touching Home                          | Jim 'Perk' Perkins                    | Koroknay Géza     |
| 2009 | A kód                                         | Thick as Thieves                       | Sam Weber hadnagy                     | Jakab Csaba       |
| 2009 | Excsajok szelleme                             | Ghosts of Girlfriends Past             | Mervis Volkom őrmester                | Kárpáti Tibor     |
| 2009 | Szex a neten                                  | Middle Men                             | Louie 'La-La'                         | Várkonyi András   |
| 2010 | A Bannen-módszer                              | The Bannen Way                         | Mr. B                                 | Papp János        |
| 2010 |                                               | The Trial                              | Ray                                   |                   |
| 2010 |                                               | Kalamity                               | Tom Klepack                           |                   |
| 2011 |                                               | Girl Walks into a Bar                  | Dodge                                 |                   |
| 2011 | Utódok                                        | The Descendants                        | Scott Thorson                         | Sörös Sándor      |
| 2012 |                                               | Hotel Noir                             | Jim Logan                             |                   |
| 2013 | Támadás a Fehér Ház ellen                     | Olympus Has Fallen                     | Edward Clegg tábornok                 | Tolnai Miklós     |
| 2013 |                                               | Coffee, Kill Boss                      | Walt Ford                             |                   |
| 2013 |                                               | Somewhere Slow                         | Chris McConville                      |                   |
| 2014 | Automata                                      | Autómata                               | Robert Bold                           | Beregi Péter      |
| 2014 | Automata                                      | Autómata                               | Robert Bold                           | Szersén Gyula     |
| 2015 | A túlélő                                      | Survivor                               | Bill Talbot                           | Törköly Levente   |
| 2015 |                                               | Too Late                               | Gordy Lyons                           |                   |
| 2015 |                                               | The Adventures of Biffle and Shooster  | James Burke / Frank Murphy hadnagy    |                   |
| 2016 | Támadás a Fehér Ház ellen 2. – London ostroma | London Has Fallen                      | Edward Clegg tábornok                 | Kertész Péter     |
| 2016 | Kalandos hétvége                              | The Confirmation                       | Otto                                  | Szersén Gyula     |
| 2016 |                                               | The American Side                      | Sterling Whitmore                     |                   |
| 2016 |                                               | Bus Driver                             | Sorbin tábornok                       |                   |
| 2017 |                                               | Small Town Crime                       | Steve Yendel                          |                   |
| 2017 |                                               | Small Crimes                           | Joe Denton Sr.                        |                   |
| 2017 | A Jézus-dosszié                               | The Case for Christ                    | Walter Strobel                        |                   |
| 2017 | Néma bosszú                                   | Acts of Vengeance                      | Chuck                                 |                   |
| 2018 | Ami egykor volt                               | What They Had                          | Norbert Everhardt                     |                   |
| 2018 |                                               | Damsel                                 | idős prédikátor                       |                   |
| 2018 |                                               | The Big Take                           | Aborn nyomozó                         |                   |
| 2018 | Testépítők                                    | Bigger                                 | Joe (2008)                            | Bartók László     |
| 2019 | Phil védőbeszéde                              | Phil                                   | Bing Fisk                             | Szersén Gyula     |
| 2019 | El Camino: Totál szívás – A film              | El Camino: A Breaking Bad Movie        | Ed Galbraith                          |                   |
| 2019 |                                               | QT8: The First Eight (dokumentumfilm)  | önmaga                                |                   |
| 2020 | Snow Hollow farkasa                           | The Wolf of Snow Hollow                | Hadley seriff                         | Kertész Péter     |
| 2021 |                                               | Grave Intentions                       | Don Whalen                            |                   |

### Televízió
- Banyon (1971-1973)
- Police Story (1975-1977)
- Magnum (1985)
- Gyilkos sorok (1986-1995)
- Hotel (1987)
- Tell Vilmos (1987-1988)
- Jake meg a dagi (1991)
- Utóirat: Szeretlek (1991)
- Kemény lóvé (1993)
- Drága testek (1993)
- Waikiki páros (1995)
- Walker, a texasi kopó (1995-1997)
- Gyilkos módszer (1996)
- Hátsó ablak (1998)
- Arccal a Nap felé (2002)
- Gazdagok és gyilkosok (2002)
- Fastlane - Halálos iramban (2002-2003)
- Charlie angyalai: Teljes gázzal (2003)
- A verhetetlen (2003)
- Feltételes szabadlábon (2003)
- Karen Sisco - Mint a kámfor (2003-2004)
- Huff (2004-2005)
- Az igazság ligája: Határok nélkül (2005)
- BTK - Vadászat a sorozatgyilkosra (2005)
- Gyilkos számok (2006)
- Katonafeleségek (2007)
- Született feleségek (2007)
- Hősök (2007-2008)
- Kiskirályok (2008)
- A Simpson család (2008)
- New York-i helyszínelők (2011)
- Apa csak egy van (2012-2018)
- Totál szívás (2013)
- Tini nindzsa teknőcök (2014-2015)
- Válás (2016)
- Szénné égek idefent (2017)
- Twin Peaks (2017)
- Elképesztő történetek (2020)

## Fordítás
- Ez a szócikk részben vagy egészben  a   Robert Forster című angol Wikipédia-szócikk fordításán alapul.  Az eredeti cikk szerkesztőit annak laptörténete sorolja fel. Ez a jelzés csupán a megfogalmazás eredetét és a szerzői jogokat jelzi, nem szolgál a cikkben szereplő információk forrásmegjelöléseként.